# Porpolomopsis
Porpolomopsis  Bresinsky (stożkownica) – rodzaj grzybów należący do rodziny wodnichowatych (Hygrophoraceae). 

## Systematyka i nazewnictwo
Pozycja w klasyfikacji według Index Fungorum: Hygrophoraceae, Agaricales, Agaricomycetidae, Agaricomycetes, Agaricomycotina, Basidiomycota, Fungi.
Takson utworzył Andreas Bresinsky w 2008 r. Polską nazwę zarekomendowała Komisja ds. Polskiego Nazewnictwa Grzybów Polskiego Towarzystwa Mykologicznego w 2021 r.
Gatunki:
- Porpolomopsis calyptriformis (Berk.) Bresinsky 2008 - stożkownica czapeczkowata
- Porpolomopsis lewelliniae(inne języki) (Kalchbr.) Lodge, Padamsee & S.A. Cantrell 2013

Nazwy naukowe na podstawie Index Fungorum. Nazwa polska na podstawie rekomendacji Komisji ds. Polskiego Nazewnictwa Grzybów.